# PHOTOGENIC
『PHOTOGENIC』（フォトジェニック）は、THE JET BOY BANGERZ from EXILE TRIBEの1枚目のEP。2024年1月31日にソニー・ミュージックアソシエイテッドレコーズから発売。

## 概要
オリコン週間アルバムランキング、オリコン週間合算アルバムランキング、Billboard Japan Hot Albums、Billboard Japan Top Albums Salesで初の首位獲得となった。首位はシングル・アルバムを通じてデビュー以来初のことであった。

## 収録曲

### CD
1. PHOTOGENIC
2. TEN
3. Banger
4. WEEKEND

### DVD 初回生産限定盤
1. PHOTOGENIC (Music Video)
2. PHOTOGENIC (Music Video Making Movie)
3. Jettin' (Dance Performance Video)